# Lijst van voetbalinterlands Bulgarije - Cyprus (vrouwen)
Deze lijst van voetbalinterlands is een overzicht van alle officiële voetbalinterlands tussen de nationale vrouwenteams van Bulgarije en Cyprus. De landen hebben tot nu toe vier keer tegen elkaar gespeeld.

## Wedstrijden
| № | Plaats    | Datum        | Competitie        | Wedstrijd          | Uitslag |
| - | --------- | ------------ | ----------------- | ------------------ | ------- |
| 1 | Trjavna   | 6 april 2016 | Vriendschappelijk | Bulgarije − Cyprus | 0 − 2   |
| 2 | Trjavna   | 8 april 2016 | Vriendschappelijk | Bulgarije − Cyprus | 3 − 1   |
| 3 | Lakatamia | 6 april 2017 | Vriendschappelijk | Cyprus − Bulgarije | 0 − 1   |
| 4 | Lakatamia | 8 april 2017 | Vriendschappelijk | Cyprus − Bulgarije | 1 − 1   |

## Samenvatting
| Competitie        | Totaal gespeeld | Winst Bulgarije | Gelijk | Winst Cyprus | Doelsaldo Bulgarije – Cyprus |
| ----------------- | --------------- | --------------- | ------ | ------------ | ---------------------------- |
| Vriendschappelijk | 4               | 2               | 1      | 1            | 5 − 4                        |
| Totaal            | 4               | 2               | 1      | 1            | 5 − 4                        |